# Zollberg (Gemünden am Main)
Zollberg ist ein Gemeindeteil der Stadt Gemünden am Main im unterfränkischen Landkreis Main-Spessart in Bayern. Zollberg liegt in der Gemarkung Schaippach.

## Geographische Lage
Die Einöde liegt eingebettet zwischen den bewaldeten Anhöhen Kuppe (455 m ü. NHN) im Westen und Einmalberg (341 m ü. NHN) im Osten. Im Süden schließen sich Streuobstwiesen an, die am Rande des Maintals liegen. Beim Ort stehen ein Apfelbaum und eine Stieleiche, die als Naturdenkmäler ausgezeichnet sind. Die Staatsstraße 2303 führt nach Schaippach (1 km nördlich) bzw. zur Bundesstraße 26 bei Gemünden am Main (1,3 km südöstlich). Eine Gemeindeverbindungsstraße führt die B 26 unterquerend nach Langenprozelten (1,2 km südwestlich).

## Geschichte
Zollberg war ursprünglich ein Wirtshaus. Mit dem Gemeindeedikt (frühes 19. Jahrhundert) wurde Zollberg der neu gebildeten Ruralgemeinde Schaippach zugewiesen. Im Zuge der Gebietsreform in Bayern wurde Zollberg am 1. Juli 1971 nach Gemünden am Main eingemeindet.

## Baudenkmäler
- Haus Nr. 1: Ehemaliges Zoll- und Gasthaus
- Grenzsteine
- Bildstock